# 四大声腔
中国戏曲四大声腔的概念随历史发展有所变化，如明初时指崑山腔、弋阳腔、海盐腔、餘姚腔。
地方戏兴起后的中国戏曲四大声腔系统，一说是“南崑、北弋、东柳（柳子戏）、西梆”，现在比较通行的说法是指梆子腔、皮黄腔、崑腔和高腔。

## 梆子腔
梆子腔以秦腔(亂彈)、豫剧、晋剧、河北梆子、滇剧的丝弦腔、川剧的弹戏等为代表。

## 皮黄腔
又稱西皮二黃。皮黄腔系主要有：徽剧、汉剧、京剧、粤剧、湘剧、川剧、滇剧等。

## 崑腔
崑腔又名“崑山腔”、“崑曲”。崑曲又称崑剧。该剧种2001年被联合国教科文组织列为“人類非物質文化遺產代表作”。

## 弋陽腔
又稱高腔。弋陽腔系主要有：潮剧、川剧、湘剧、赣剧、滇剧、辰河戏、调腔、琼剧等。